# أوتو إم. شفارتز
أوتو إم. شفارتز (بالألمانية: Otto M. Schwarz) (و. 1967  م) هو بواق، وملحن، وموزع (موسيقى)، وعالم موسيقى، ومؤلفو موسيقى تصويرية نمساوي، يستخدم آلات بوق.

## وصلات خارجية
- أوتو إم. شفارتز على موقع IMDb (الإنجليزية)
- أوتو إم. شفارتز على موقع ألو سيني (الفرنسية)
- أوتو إم. شفارتز على موقع ميوزك برينز (الإنجليزية)
- أوتو إم. شفارتز على موقع ديسكوغز (الإنجليزية)
- أوتو إم. شفارتز على موقع قاعدة بيانات الفيلم (الإنجليزية)

- أوتو إم. شفارتز في قاعدة بيانات الأفلام على الإنترنت